# Последняя ледниковая эпоха
| Хронология                        | Похолодание/потепление (Восточная/Западная Европа) | Начало (тыс. лет назад) / ИКС (MIS) |
| --------------------------------- | -------------------------------------------------- | ----------------------------------- |
| Голоцен                           | Пребореальный период                               | Менее 11,7                          |
| Позднеледниковье                  |                                                    |                                     |
| Поздний дриас                     | 12,7                                               |                                     |
| Аллерёдское потепление            | 13,9                                               |                                     |
| Средний дриас                     | 14,1                                               |                                     |
| Бёллингское потепление            | 14,7 (MIS 1)                                       |                                     |
| Поздний пленигляциал              |                                                    |                                     |
| Ранний дриас                      | 16,9                                               |                                     |
| Вепсовская (Мекленбургская) фаза  | ~18                                                |                                     |
| Едровская (Померанская) фаза      | ~20                                                |                                     |
| Бологовская (Франкфуртская фаза)  | ~22,3                                              |                                     |
| Усвячская (Бранденбургская) фаза) | 24 (MIS 2)                                         |                                     |
| Дунаевское (Денекамп)             | ~28,2                                              |                                     |
| Средний пленигляциал              |                                                    |                                     |
| Шенское                           | ~30                                                |                                     |
| Ленинградское (Хенгело)           | ~39                                                |                                     |
| Ленинградское (Моерсхофт)         | ~47                                                |                                     |
| Кашинское (Эберсдорф)             | ~50                                                |                                     |
| Красногорское (Глинде)            | ~55,5                                              |                                     |
| Красногорское (Оерел)             | 58 (MIS 3)                                         |                                     |
| Ранний пленигляциал               |                                                    |                                     |
| Шестихинское (Шалкхольц)          | ~70 (MIS 4)                                        |                                     |
| Круглицкое (Оддераде)             | ~77 (MIS 5a)                                       |                                     |
| Лапландское (Редерсталь)          | ~85 (MIS 5b)                                       |                                     |
| Верхневолжское (Брёруп)           | ~93                                                |                                     |
| Верхневолжское (Амерсфорд)        | ~100 (MIS 5c)                                      |                                     |
| Курголовское (Хернинг)            | ~112 (MIS 5d)                                      |                                     |
| Микулинское межледниковье         |                                                    |                                     |
| ←Эемское потепление               | 128—117 (MIS 5e)                                   |                                     |

Типы растительности во время последнего ледникового максимума

Последняя ледниковая эпоха (вюрмское, вислинское, валдайское оледенение и другие; LGP) — последняя из ледниковых эпох в рамках плейстоценового или четвертичного цикла ледниковых периодов. Это наиболее изученная часть текущего четвертичного периода. Она хорошо изучена в Северной Америке, северной Евразии, в Антарктиде и других регионах мира, ранее испытывавших покровное оледенение.
Понятию «последняя ледниковая эпоха» в английском языке чаще всего соответствует термин The Last Glacial Period — LGP. Не следует путать с более узким понятием «максимум последнего оледенения» (англ. The Last Glacial Maximum – LGM), который обозначает её заключительный этап.
В Северной Европе эпоха похолодания началась около 115—110 тыс. лет тому назад и окончилась около 11,7—11,6 тыс. лет назад. Согласно международной классификации, основанной на уровнях изотопов кислорода, Последний Великий Ледниковый Период начинается на уровне морской изотопной стадии МИС 5d и заканчивается на уровне морской изотопной стадии МИС 2. С его окончанием заканчивается плейстоцен и начинается голоцен.
Во время этой эпохи неоднократно происходило разрастание и сокращение ледниковых покровов. Максимум последнего оледенения, когда общий объём льда в ледниках был наибольшим, относится ко времени около 26,5—19 тыс. лет назад. Хотя общие тенденции глобального похолодания были сходными, существовали региональные особенности развития оледенения, например, отдельных фаз наступания и отступания, достижения максимальных размеров, этапов убывания и исчезновения отдельных ледниковых покровов.
Внутри последней ледниковой эпохи имеются стадии похолодания и потепления. Например, возрастом 67,4—61,2 тыс. л. н. датируется похолодание Шалкхольц в Европе. Ок. 63 тыс. л. н. был брерупский интерстадиал раннего вюрма.

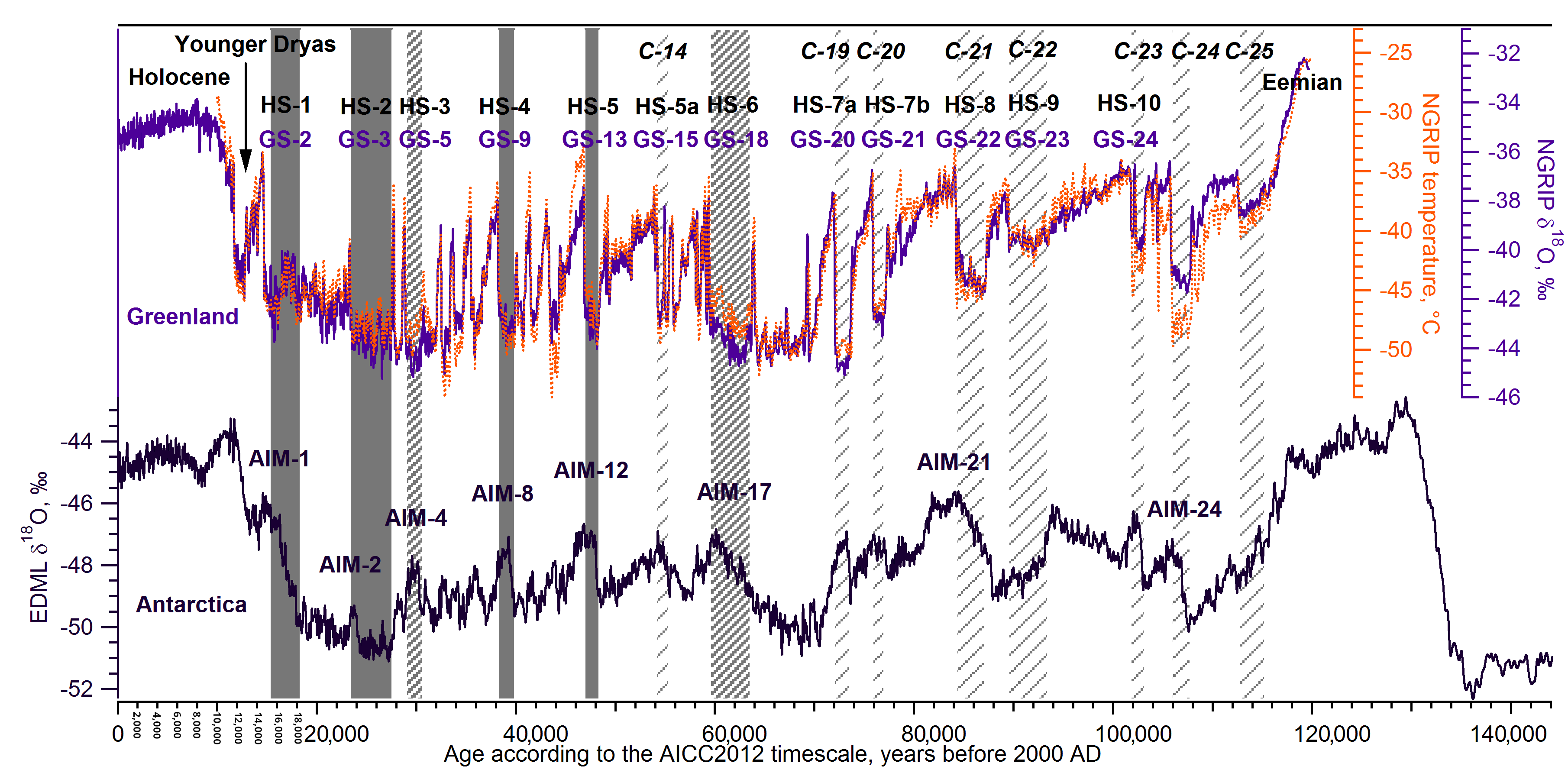
Хронология климатических событий, имеющих значение для последнего ледникового периода (~ 120 000 последних лет)

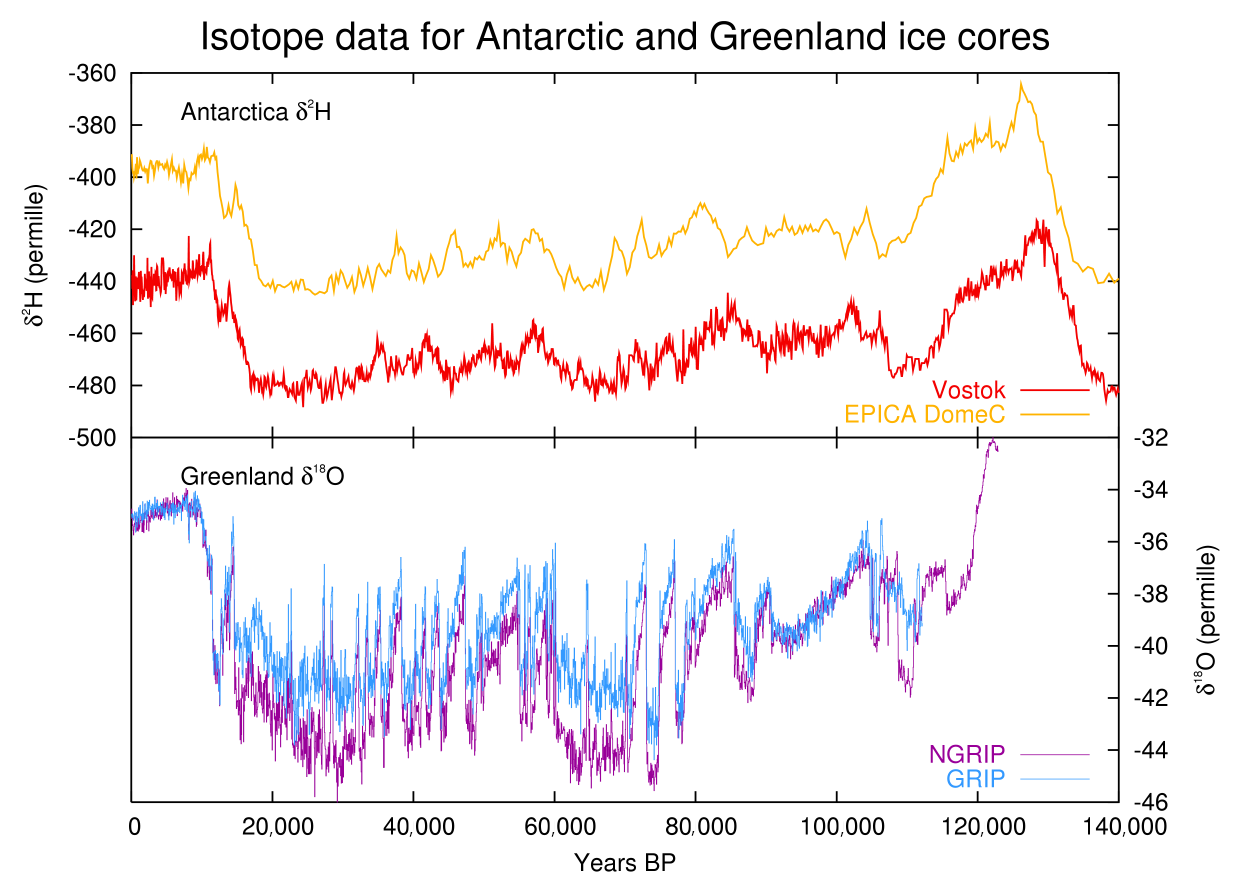
Последняя ледниковая эпоха по данным кернов льда Антарктиды и Гренландии

## Глобальный обзор

### Северное полушарие
Во время оледенений Канада была почти полностью покрыта льдами. Северная часть США также была подо льдом. Местные оледенения существовали в Скалистых горах. Последнее оледенение представляло собой мощный сплошной ледниковый покров слившихся Кордильерского и Лаврентийского ледниковых щитов.
В Европе южные границы ледников проходили по территории современных Великобритании, Германии, Польши, Белоруссии, России. Исландия и Гренландия были полностью покрыты льдом. В Северо-Восточной Сибири не было ледников континентального масштаба, существовал ряд больших ледников, в том числе на горных хребтах Северо-Востока Сибири и на Камчатке.
Северный Ледовитый океан не был полностью заморожен. Его оледенение превышало сегодняшний уровень, но толщина льда была примерно такой же и была подвержена сезонным колебаниям. В течение летнего сезона, как и в наши дни, океан имел обширные пространства свободной ото льда воды, а также айсберги.
В более южных регионах ледники были значительно менее выражены, и, в принципе, похолодание сказывалось только на высоких горных цепях и отдельных ледниках, расположенных в горах. В частности, в горах Тайваня ледники периодически появлялись и стаивали между 42 000 и 8600 лет назад. Тайваньские горы сами по себе не относятся к классу высоких, отсюда и нестабильность оледенения даже в периоды максимального похолодания на Земле. В горах Японии происходили схожие процессы нарастания ледников и последующего оттаивания — максимальный рост ледника пришёлся между 58 000 и 28 000 лет назад.
В Африке наиболее заметный след последнего оледенения остался на горе Килиманджаро. Во время поздней стадии ледник на её вершине имел площадь в несколько сотен квадратных километров. Такой же большой ледник находился в горном массиве Рувензори.

#### Северная Евразия

Примерные очертания границ оледенения ВЕР во время раннего оледенения LGP

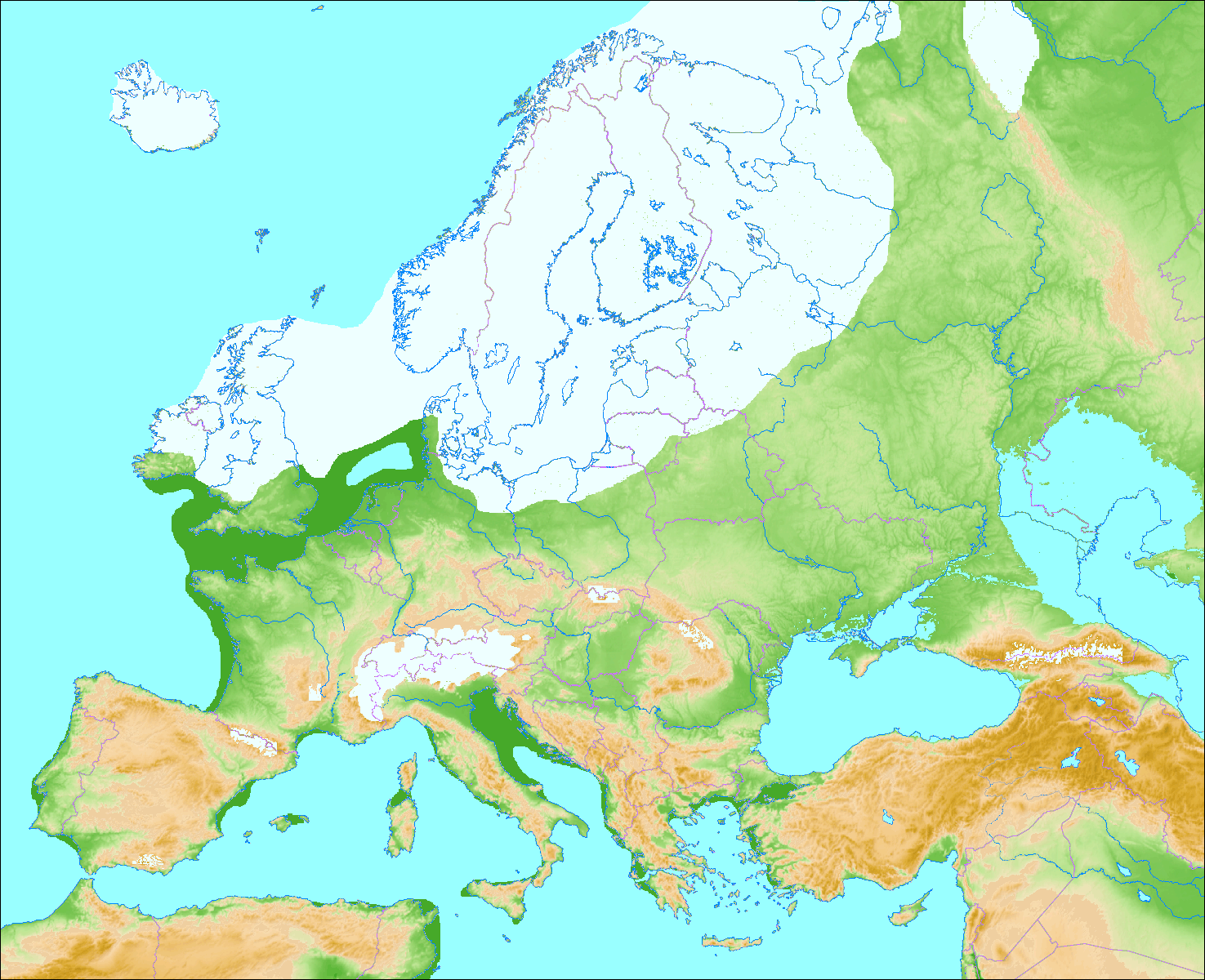
Примерные очертания границ оледенения ВЕР во время LGM

С советских времён в четвертичной геологии используется термин валда́йское оледене́ние (валдайское ледниковье, валдайская ледниковая эпоха) для обозначения последней эпохи покровного оледенения Восточно-Европейской равнины. В заключительную часть оно охватило её северо-западную часть. Соответствует поозерской эпохе в Белоруссии, вюрмской в Альпах, висконсинской в Северной Америке, вислинской в Западной Европе. Центром оледенения был Ботнический залив.
Валдайская эпоха включает в себя два оледенения: раннее — калининское, происходившее около 90 тысяч лет назад, и позднее — осташковское, происходившее около 20 тысяч лет назад. Во время последней ледники доходили до современной Валдайской возвышенности на территории Восточно-Европейской равнины. Валдайские оледенения были намного меньше по масштабам проявления оледенений предшествующей московской эпохи. Южная граница ледового покрова проходила севернее Смоленска. Ленинградские исследователи (Д. Б. Малаховский, М. Е. Вигдорчик и др.) выделили 7 стадий в последнем осташковском оледенении:
- бологовскую (максимальную) 25—20 тыс. лет назад,
- едровскую,
- вепсовскую,
- крестецкую,
- лужскую,
- невскую,
- финскую (Салпаусселькя).

Их разделяют интерстадиалы (межледниковья) различной длительности:
- брянский или средне-валдайский интерстадиал (молого-шекснинское межледниковье) около 45—35 тыс. лет назад — 32—24 тыс. лет назад[6],
- соменский межстадиал (между едровской и вепсовской стадиями) ~ 16 тыс. лет назад,
- охтинский межстадиал (между лужской и невской стадиями) ~ 13 тыс. л. н.,
- межстадиал аллерёд вместе с бёллингом (между невской и финской стадиями) — 11,4—12 тыс. лет назад.

Ныне признано, что раннее и позднее оледенения Восточно-Европейской равнины занимали разные территории: раннее оледенение захватывало северные и северо-восточные части российской арктики, в то время как позднее — только северо-западную часть равнины, доходя до середины Рыбинского водохранилища.
Невская и финская стадии закончили валдайскую ледниковую эпоху, после чего начался период голоцена. Оледенение оказало значимое влияние на состав наземной и пресноводной биоты севера Европы.

### Южное полушарие
Ледниковая эпоха в Южном полушарии оказала заметно меньшее воздействие, в силу меньшей обширности и площади континентов. Исследования[какие?] говорят о том, что ледники существовали в Андах — Патагонский ледниковый щит. Между 31 500 и 11 900 лет назад имели место шесть стадий в Чилийских Андах.
Антарктида подверглась полному оледенению. В материковой Австралии ледники были только в окрестностях горы Косцюшко и имели малую площадь. В Тасмании оледенение получило большее распространение. В Новой Зеландии ледники покрыли все её горы. Небольшие ледниковые шапки существовали в Индонезийских горах Ириан Джайа, от которых на сегодняшний день сохранились три плейстоценовых ледника.